# Rock Creek (Alabama)
Rock Creek è un census-designated place (CDP) degli Stati Uniti d'America situato nella contea di Jefferson dello stato dell'Alabama.